# Вуд, Эллен Мэйксинс
Элен Мэйксинс Вуд (англ. Ellen Meiksins Wood, 12 апреля 1942, Нью-Йорк, США — 14 января 2016, Оттава, Канада) — американско-канадский марксистский историк. Работала в русле «политического марксизма» (к которому также относятся Роберт Бреннер, Джордж Комнинель, Бенно Тешке, Чарли Поста). Вместе с Бреннером (хотя их взгляды совпадали не во всём) Вуд считают основоположницей версии исторического материализма, которую называют «политическим марксизмом» и в которой больше внимания уделяется политике, насилию и классовой борьбе.

## Биография
Родилась в Нью-Йорке в семье латвийских евреев, членов Бунда, прибывших в США годом ранее. Получила диплом бакалавра по славистике Калифорнийского университета в Беркли (1962) и доктора философии по политологии Калифорнийского университета в Лос-Анджелесе (1970). Преподавала политические науки в Йоркском университете в Торонто (Канада) в 1967—1996. Написала множество книг и статей, некоторые — в соавторстве с мужем Нилом Вудом (1922–2003). В 2014 году вышла за бывшего лидера Новой демократической партии Канады Эда Бродбента.

## Деятельность
Наибольшую известность Вуд принесли ее работы по истории политической мысли, от античности до современности, где идеи она всегда интерпретировала в контексте социальных и экономических условий. 
Несколько лет она была редактором ведущих левых журналов: сперва New Left Review, а затем, вместе с Полом Суизи и Гарри Магдоффым, — Monthly Review. В области политической экономии Вуд и Бреннер писали о том, как важно помимо «вертикального» отношения труда и капитала не забывать о «горизонтальном» отношении капиталов между собой — роль конкуренции капиталов как в развитии капитализма вообще, так и в его динамике в XX столетии в частности проходит красной нитью через их работы. 
Интересны идеи Вуд о демократии, которая в условиях капитализма по её мнению должна быть переопределена с учетом той огромной власти, которую работодатели имеют над работниками — произвол рынка ограничивает нашу свободу намного сильнее, чем государство, и эти ограничения надо мыслить политически.